# Liste des vice-présidents de la Syrie
Cet article dresse la liste des vice-présidents de la République arabe syrienne depuis 1963 :
| Nom                 | Début du mandat | Fin du mandat |
| ------------------- | --------------- | ------------- |
| Muhammad Umran      | 1963            | 1966          |
| Mahmoud al-Ayyubi   | 1971            | 1974          |
| Rifaat al-Assad     | 1984            | 1998          |
| Abdel Halim Khaddam | 1984            | 2005          |
| Zouhaïr Macharqa    | 1984            | 2006          |
| Farouk el-Chareh    | 2006            | 2014          |
| Nadjah Attar        | 2006            | 2024          |
| Fayçal al-Meqdad    | 2024            | 2024          |

## Sources
- (en) Cet article est partiellement ou en totalité issu de l’article de Wikipédia en anglais intitulé « List of Vice Presidents of Syria » (voir la liste des auteurs).